# Manuel Lorenzo
Manuel Lorenzo (Salamanca, 29 d'octubre de 1785 - Castro del Río, 8 d'octubre de 1847) fou un militar espanyol
Va ingressar a l'exèrcit el 1802, i a la fi de la guerra del Francès tenia el grau de sotstinent. Va marxar el 1815 a la Capitania General de Veneçuela al comandament de Pablo Morillo, lluitant vuit anys en la Guerra d'independència de Veneçuela fins a la capitulació el 1823. En acabar la guerra tenia el grau de coronel i va ser repatriat a Cuba.
S'incorpora al servei a Pamplona el 1826 i presta serveis a les Illes Balears, Barcelona i Saragossa de l'any 1829 al 1832. Va ascendir al grau brigadier i va ser destinat a Cuba d'octubre de 1833 a març de 1835. Ja retornat a Espanya, ascendeix a mariscal de camp fruit de la seva victòria a la batalla de Los Arcos en la primera guerra carlina. Fou governador polític i militar de Santiago de Cuba i comandant general del departament Oriental del 19 de juliol de 1835 al 23 de desembre de 1836. Quan va proclamar la Constitució de 1812 en el seu departament, va ser cessat i expulsat a Espanya. De retorn a la Península el febrer de 1837, a Alacant va contenir Francesc Tallada i Forcadell i fou nomenat segon Cap de la Capitania general de València i Múrcia el 13 d'agost, i el dia 28 segon Comandant de l'Exèrcit del Nord i posteriorment de capità general de Castella la Vella, Extremadura i comandant general del Camp de Gibraltar. Fou nomenat senador per Alacant i Càceres i ascendit a tinent general el 9 d'octubre de 1841. Un cop passa a la reserva el 1843 es va dedicar als negocis fins a la seva mort el 1847.